# Rodrigo de Araya (métro de Santiago)
Rodrigo de Araya est une station de la Ligne 5 du métro de Santiago, dans les communes chiliennes de San Joaquín et Macul.

## La station
La station est ouverte depuis 1997.

## Origine étymologique
Nommé en mémoire du conquistador espagnol homonyme. Il est situé à deux pâtés de maisons au sud de Av. Rodrigo de Araya.